# Acta Mathematica
Acta Mathematica és una revista científica de matemàtiques fundada el 1882 pel matemàtic i empresari suec Gösta Mittag-Leffler i que es continua publicant actualment per l'institut que porta el nom del fundador.
La revista és una de les més prestigioses en el seu camp i l'institut que l'edita, pertanyent a la Reial Acadèmia de Ciències de Suècia, va ser fundat el 1916. El propi Mittag-Leffler en va ser el seu primer editor fins a la seva mort el 1927. Els seus editors successius han estat sempre matemàtics suecs.
L'episodi més destacat de la seva història es va produir el octubre de 1889 quan va publicar un article d'Henri Poincaré que, malgrat haver guanyat un premi atorgat pel rei Òscar II de Suècia, contenia un greu error, descobert pel secretari editorial Lars Edvard Phragmén, que el feia totalment invàlid. Mittag-Leffler i el propi Poincaré, van aconseguir retirar totes les còpies que s'havien distribuït de la revista i la varen tornar a publicar sense aquest article erroni.